# Rudnószabadi
Rudnószabadi (1899-ig Rudnó-Lehota, szlovákul Rudnianska Lehota) község Szlovákiában, a Trencséni kerületben, a Privigyei járásban.

## Fekvése
Privigyétől 15 km-re északnyugatra, a Bisztrica-patak partján fekszik.

## Története
A 14. században a német jog alapján bányásztelepülésként keletkezett. 1477-ben „Lehota alias Bistricka” néven említik először. A Rudnay család birtoka és a divékújfalui uradalom része volt. 1715-ben 7 ház állt a faluban. 1778-ban malma, 17 jobbágy és egy zsellérportája volt 183 lakossal.
A 18. század végén Vályi András így ír róla: „Rudno Lehota. Magyar falu Nyitra Várm. földes Urai több Uraságok, lakosai katolikusok, fekszik Rudnohoz nem meszsze, gyűmöltsök elég terem, fája van min a’ két féle, makkja legelője elég, malma helyben, piatzozása Privigyén.”
1828-ban 45 házában 309 lakos élt, akik főként mezőgazdasággal, gyümölcstermesztéssel, idénymunkákkal, a nők főként szövéssel foglalkoztak. A 19. században fűrésztelep is működött a településen.
Fényes Elek 1851-ben kiadott geográfiai szótárában így ír a faluról: „Lehota (Rudnó), tót falu, Nyitra vmegyében, 309 kath. lak. F. u. a Divéky és Rudnay fam. Ut. p. Rudnó.”
Borovszky Samu monográfiasorozatának Nyitra vármegyét tárgyaló része szerint: „Rudnó-Lehota, a „Magas Rokos” alatti völgyben fekvő tót község, Nyitra-Rudnó fölött, 317 r. kath. vallásu lakossal. Postája Nyitra-Rudnó, táviró- és vasúti állomása Nyitra-Novák. Földesura 1533-ban már a Rudnay-család volt.”
1918-ban az egész település – amely teljes egészében faházakból állt – leégett. A trianoni diktátumig Nyitra vármegye Privigyei járásához tartozott.
A szlovák nemzeti felkelés idején határában élénk partizántevékenység folyt.

## Népessége
| Év:            | 1994. | 2004.   | 2014.   | 2024.   |
| -------------- | ----- | ------- | ------- | ------- |
| Emberek száma: | 718   | 722     | 741     | 732     |
| Eltérés:       |       | +0,55 % | +2,63 % | -1,21 % |

| Év:            | 2023. | 2024.   |
| -------------- | ----- | ------- |
| Emberek száma: | 725   | 732     |
| Eltérés:       |       | +0,96 % |

1910-ben 453, túlnyomórészt szlovák lakosa volt.
2001-ben 726 lakosából 719 szlovák volt.
2011-ben 729 lakosából 686 szlovák.

## Nevezetességei
- Római katolikus temploma 1804 és 1816 között épült.
- A község legrégibb építménye az ún. felső kastély.